# 高知県立春野総合運動公園陸上競技場
高知県立春野総合運動公園陸上競技場（こうちけんりつはるのそうごううんどうこうえんりくじょうきょうぎじょう）は、高知県高知市の高知県立春野総合運動公園にある陸上競技場兼球技場。施設は高知県が所有し、公益財団法人高知県スポーツ振興財団が指定管理者として運営管理を行っている。

## 概要
1973年から都市計画公園事業として着手し、1987年に開場した。開場後は1989年高校総体（全国高等学校総合体育大会）の主会場として使用された。その後、2002年の国民体育大会「よさこい高知国体」の開催にあわせて、1998年度から改修を進め、収容人員を15,000人から25,000人へ増加させ、大型映像装置、照明設備を新設した。
現在は、日本プロサッカーリーグ（Jリーグ）のキャンプ地として利用されている。また、過去はJリーグの公式戦を四国に本拠地を置く徳島ヴォルティス、愛媛FCが年に1回程度を開催していた。なおJリーグ初開催時に四国地方で、Jリーグライセンスに基づく必須項目（A等級）のJ1基準固定座席1万5000人以上収容を持つスタジアムは当スタジアムと香川県のPikaraスタジアム（30,099人収容）の2か所しかなかったが、現在は四国各県にJ1基準を満たす競技場が1か所ずつある。2017年11月5日には8年ぶりとなるJリーグ公式戦・セレッソ大阪U-23がガイナーレ鳥取とのホームゲームが開催された。
また2007年12月には、高知県で初めてのジャパンラグビートップリーグの公式戦が行われた。
2020年よりJFL（日本フットボールリーグ）に所属する高知ユナイテッドSCのホームスタジアムとして使用されている。

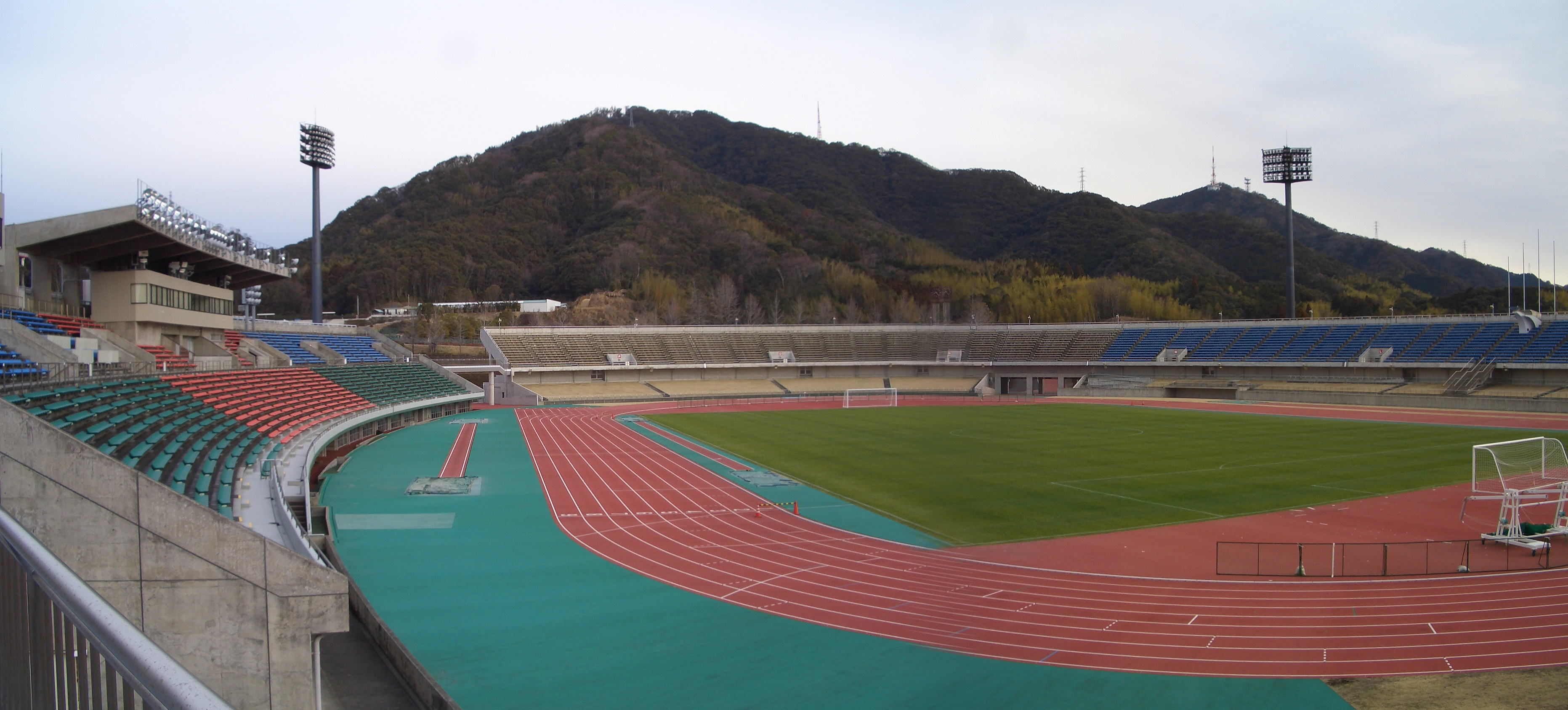
バックスタンドを見る

## 施設概要

### 主競技場
- 日本陸上競技連盟第1種公認
- 国際陸上競技連盟 (現ワールドアスレティックス) クラス2 公認
- トラック　400m×9レーン（全天候舗装）
- 天然芝グラウンド
- 収容人員：25,000人（芝生スタンド8,500人）
- 夜間照明4基：1,500Lx
- 大型映像装置

### 補助競技場
- 日本陸上競技連盟第3種公認
- トラック　400m×8レーン（全天候舗装）

## 過去に開催された、または定期的に開催される主な大会
- 第42回全国高等学校総合体育大会陸上競技大会（1989年）
- 第24回全日本中学校陸上競技選手権大会（1997年）
- 高知龍馬マラソン（2013年より毎年開催。2021年、2022年は新型コロナウイルス感染症のため中止）
- 高知市カーニバル

## 過去に行われたJリーグ等公式戦
- 2001年3月17日 - J1-1stステージ第2節 コンサドーレ札幌 vs 柏レイソル
- 2002年3月9日 - J1-1stステージ第2節 コンサドーレ札幌 vs ベガルタ仙台
- 2004年7月10日 - J2第22節 京都パープルサンガ vs 川崎フロンターレ
- 2005年9月24日 - J2第33節 徳島ヴォルティス vs モンテディオ山形
- 2006年11月11日 - J2第48節 徳島ヴォルティス vs 水戸ホーリーホック
- 2007年12月1日 - ジャパンラグビートップリーグ第5節 トヨタ自動車ヴェルブリッツ vs リコーブラックラムズ
- 2009年8月5日 - J2第32節 愛媛FC vs ロアッソ熊本
- 2016年9月22日 - 第96回天皇杯全日本サッカー選手権大会3回戦 横浜F・マリノス vs 東京ヴェルディ
- 2023年7月12日 - 天皇杯 JFA 第103回全日本サッカー選手権大会3回戦 高知ユナイテッドSC (高知県代表) vs 横浜FC (J1)
- 2023年8月2日 - 天皇杯 JFA 第103回全日本サッカー選手権大会4回戦 高知ユナイテッドSC (高知県代表) vs 川崎フロンターレ (J1)

## 周辺施設

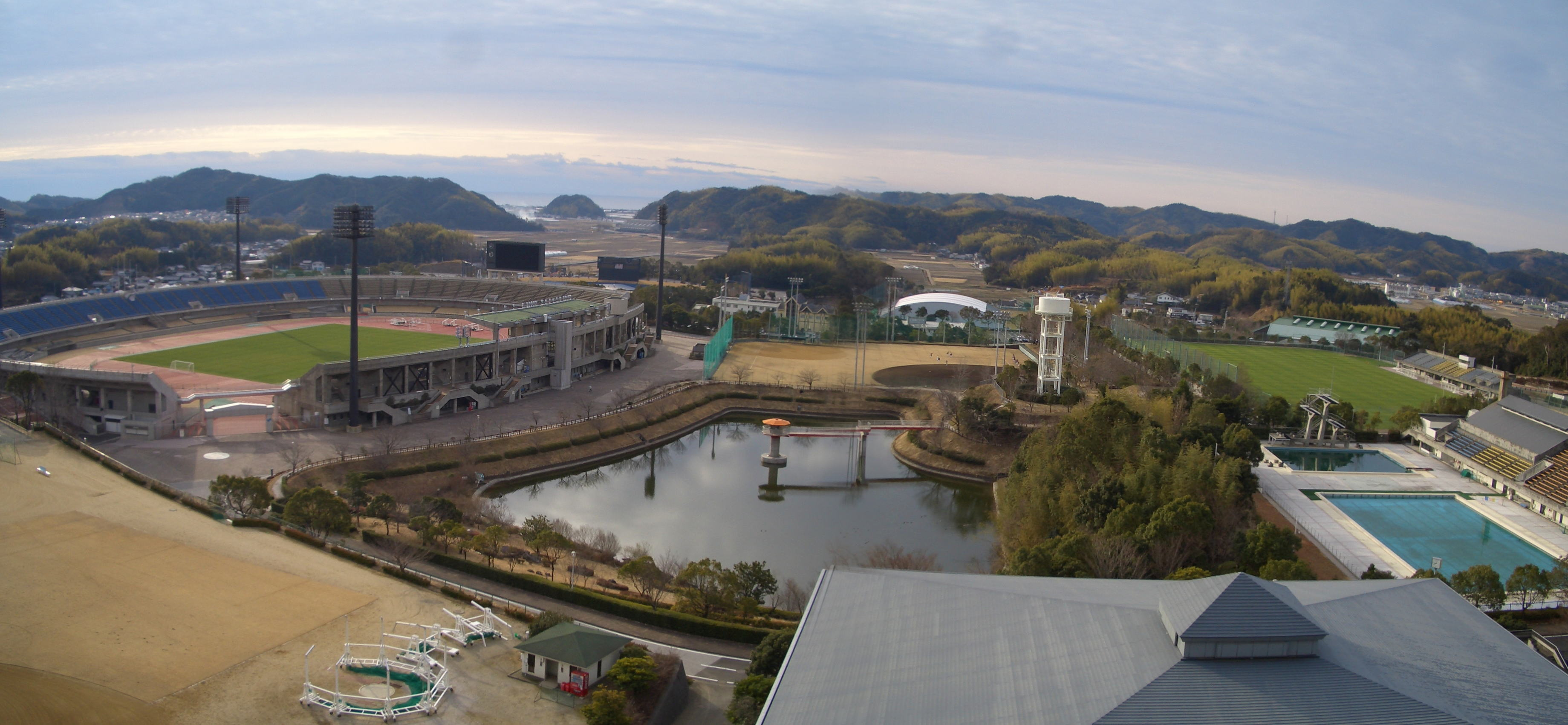
陸上競技場と球技場

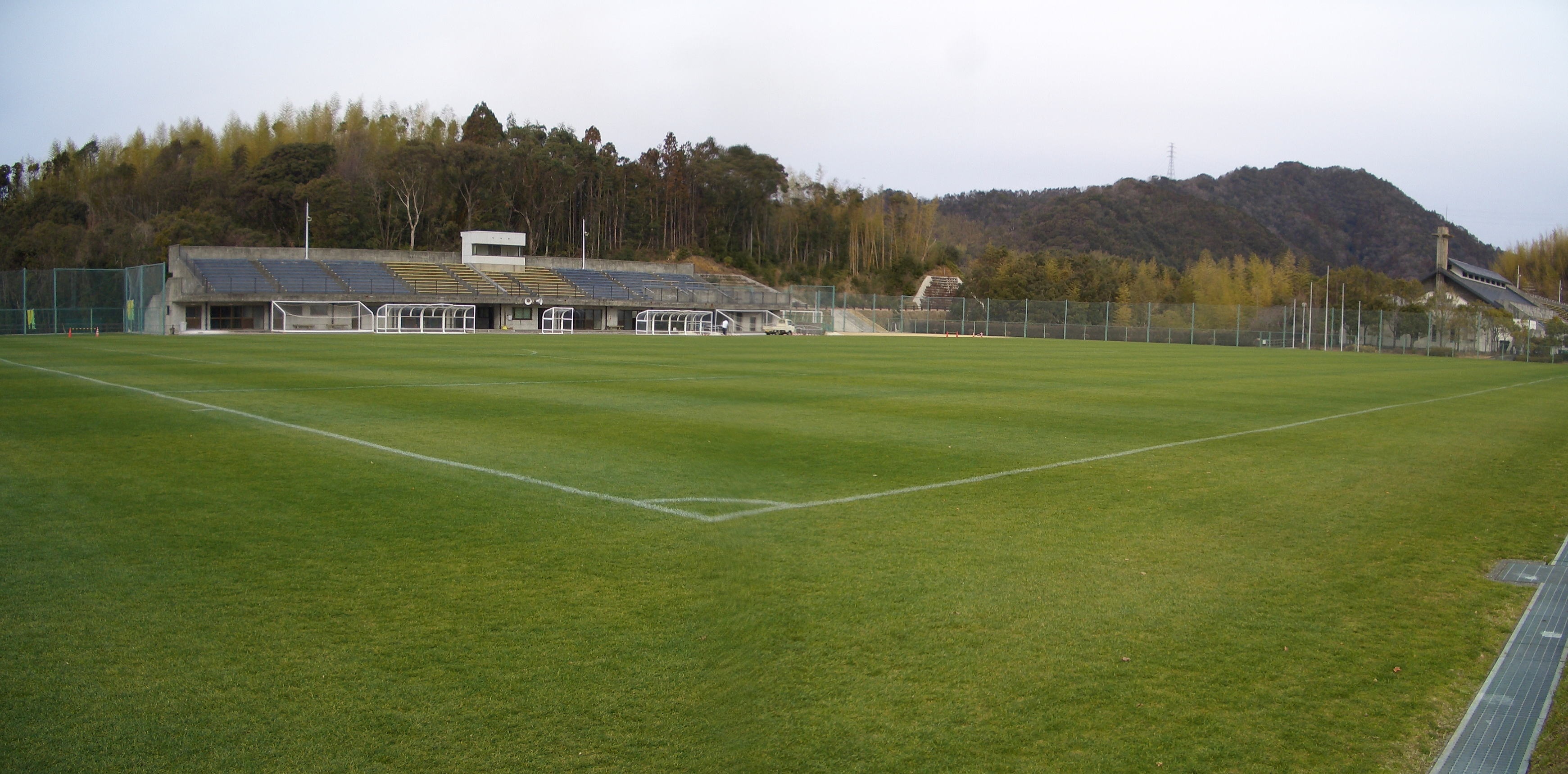
球技場

- 高知県立春野運動公園野球場 - 埼玉西武ライオンズのキャンプ地として使われる。
- 屋内運動場
- 運動広場
- ソフトボール球場
- 球技場 - 1000人収容可能、高知ユナイテッドSC、llamas高知FC、FC R,S,Gのホームゲーム。
- 体育館
- テニスコート
- 射撃場
- アーチェリー場
- 相撲場

## 交通
- 路線バスの場合：とさでん交通「団地南口」もしくは「長浜」より高知市予約（デマンド）型乗合タクシーに乗車[2]。
- マイカーの場合：高知自動車道 高知インターチェンジから車で30分。